# Burschenschaft Thessalia zu Prag in Bayreuth
Die Burschenschaft Thessalia zu Prag in Bayreuth ist eine pflichtschlagende, farbentragende Studentenverbindung im Korporationsverband Deutsche Burschenschaft (DB). Die Burschenschaft vereint Studenten der Universität Bayreuth und ehemalige Studenten der Universitäten Prag, München, Regensburg und Bayreuth. Die Mitglieder der Burschenschaft werden „Thessalen“ genannt.

## Couleur und Wahlspruch
Die Burschenschaft Thessalia zu Prag trägt seit dem Jahr 1871 die Farben „Schwarz-Weiß-Rot“ mit silberner Perkussion. Als Studentenmütze wird seit 1897 eine schwarze Kranzmütze mit bordeauxrotem Samtring getragen, der mit silbernem Eichenlaub und Pailletten bestickt ist. Die Füchse der Thessalen tragen kein eigenes Fuchsenband, sondern ebenfalls das schwarz-weiß-rote Burschenband, die Konkneipanten nur die Mütze. Der Wahlspruch lautet seit der Gründung Unus pro omnibus – omnes pro uno! (deutsch: „Einer für alle – alle für einen!“).

## Geschichte

Die Gründungsburschen der Burschenschaft Thessalia zu Prag im Jahr 1865

### Gründungszeit bis zum Ersten Weltkrieg
Von Mitgliedern der studentischen Tischgesellschaft „Tesseralia“ wurde am 7. Dezember 1864 an der Philosophischen Fakultät der Karlsuniversität Prag auf Anregung eines Angehörigen der akademischen Verbindung Austria, des heutigen Corps Austria, die „Pharmaceutische Verbindung Thessalia“ zu Prag gegründet. Thessalia führte zunächst die Farben schwarz-rot-silber. Aufgrund der zunehmenden Verbreitung des Fechtwesens, nahm Thessalia am 13. Oktober 1870 das „konservative Prinzip“ an und wurde pflichtschlagend und nannte sich von nun an „konservative Verbindung“. Die ersten Mensuren wurden damals noch unter Verwendung der sog. Prager Plempe gefochten. Aus Anlass der Gründung des Deutschen Reiches 1871 änderten die Thessalen, als Zeichen des Zugehörigkeitsgefühls zum Deutschen Nationalstaat, die Farben des Bundes in schwarz-weiß-rot. 1880 wurde auf ihre Waffen die erste burschenschaftliche Korbschläger-Mensur in Prag ausgetragen (Paukant: Eduard Gerson, Hilaria Prag). Die Thessalia erfuhr innerhalb des jungen Prager Verbindungswesens schnell Anerkennung und trat schon in den 1860er Jahren innerhalb dieses in Erscheinung. Das erste Vereinsstatut und damit die offizielle Anerkennung bei der böhmischen Statthalterei wurde am 30. November 1876 genehmigt. Weitere Statutenänderungen und -genehmigungen erfolgten 1878, 1880 und 1883. Im Juni 1883 wandelte sich die Thessalia in eine Burschenschaft um und schloss gleichzeitig in Wien ein Kartell mit der ebenfalls pharmazeutisch ausgerichteten Wiener akademischen Burschenschaft Alemannia. Zu dieser Zeit wurde Thessalia auch in den Deputiertenconvent der Prager Burschenschaften aufgenommen, der 1876 von Teutonia und Carolina gegründet worden war. Nach der Zeit der zweiten Burschenschaftserklärung 1896 entwickelte sich auch die Aktivenstruktur weg von einer reinen Fachverbindung pharmazeutischer Ausrichtung hin zu Mitgliedern aller Fakultäten der Deutschen Prager Universitäten.
Im Jahr 1902 zählte die Burschenschaft 22 Aktive und Conkneipanten (davon 7 Pharmazeuten), 71 Altherren und 21 Ehrenmitglieder.
Im Jahre 1905 gründete sich offiziell der Altherrenverband (AHV) der Thessalia. Die Böhmische Statthalterei gehnemigte die Gründung am 9. Januar 1906. Erster Altherrenobmann war der Bürgermeister und Apotheker von Königsberg am Eger Ferdinand Forster.
1906 half die Aktivitas durch die Entsendung von Stützburschen bei der Wiedereröffnung des Aktivenbetriebs der Prager Burschenschaft Constantia.
1907 war Thessalia Gründungsmitglied des burschenschaftlichen Verbands „Burschenschaft der Ostmark“. Seit 1919 ist Thessalia Mitglied der Deutschen Burschenschaft. Diese Mitgliedschaft wurde von 1933 bis zur Auflösung des Bundes 1939 unterbrochen, da die tschechoslowakischen Behörden eine Mitgliedschaft verboten. Diesbezüglich gab es vorab seitens der Behörden Hausdurchsuchungen bei Thessalia, Albia und Constantia.
Im Ersten Weltkrieg fielen 6 Thessalen im Dienste der k.u.k.-Armee an verschiedenen Fronten.

### Kulturkampf in Böhmen
Die Thessalia war dem seit dem Aufkommen von Nationalismen mit der Revolution 1848 im Kaisertum Österreich dem Kulturkampf in Prag, aber auch in den Bezirken des Königreichs Böhmen ausgesetzt. Nach dem Slawenkongress von 1848 forderte die tschechische Bevölkerung mehr Rechte im überwiegend tschechischsprachigen Böhmen. Dies wurde vor allem nach dem Ausgleich mit Ungarn noch ein Mal mehr betont. Thessalia war burschenschaftlich in Prag, innerhalb der Verbände und in der Grenzlandsarbeit tätig. Die Altherren waren in diversen deutschen (Schutz-)Vereinen ihrer Heimatstädte- und -dörfer, wie dem Bund der Deutschen in Böhmen oder dem Deutschen Schulverein engagiert. Nach Ausschreitungen gegen die deutsche Bevölkerung in Prag, die dazu führten, dass das Unterrichtsministerium die Deutschen Hochschulen frühzeitig schloss, unterschrieb Thessalia als eine von 12 Verbindungen am Ende des Sommersemesters 1881 die nachstehende Erklärung:
Commilitonen! Die Kunde von den rohen, gewaltthätigen Angriffen, denen die Deutsche Studentenschaft Prags in der letzten Zeit ausgesetzt war, habet Ihr sicherlich alle mit Entrüstung vernommen. Es ist offenbar, daß dieselben bezwecken, die deutschen Studenten aus Prag zu verdrängen und so die älteste deutsche Universität überflüssig zu machen, den ehrwürdigen halbtausendjährigen Baum deutscher Wissenschaft in Böhmen zu entwurzeln. […] Denn was vor 400 Jahren gerechtfertigt war, der Auszug der deutschen Studenten aus Prag, das wäre heute ein Verbrechen wider den deutschen Geist, wäre ein verrätherisches Preisgeben der heiligen nationalen […].
Im Zuge der Sprachverordnung des österreichischen Ministerpräsidenten Kasimir Badeni für das Königreich Böhmen, besser bekannt als die „Badenische Sprachverordnung“, kam es im Frühjahr 1897 in Prag zu schweren Ausschreitungen zwischen der tschechischen und der deutschen Bevölkerung. Es ist überliefert, dass dabei unter anderem Thessalen, gemeinsam mit Mitgliedern des Corps Austria und der Burschenschaft Albia, das bei den deutschen Studenten beliebte Wirtshaus „Zum goldenen Kreuzel“ (Vaclavbude), Prag I., Geistgasse 26, mit gezogenen Schlägern verteidigten.
Im Frühjahr 1904 beschuldigten tschechisch-national ausgerichtete Zeitungen die deutschen Korporierten Prags durch das Tragen ihrer Farben (Band und Mütze) der Provokation. Im Zuge der ersten Märzwoche des Jahres 1904 kam es daraufhin zu tschechischen Kundgebungen und Ausschreitungen, die das Ziel hatten, den wöchentlichen Sonntagsbummel der deutschen Studenten zu stören und zu unterbinden. Während dieses Bummels am 6. März 1904, an dem alle Aktiven der Thessalia in Farben teilnahmen, sprach der Rektor der Deutschen Universität in Prag Carl Rabl in seiner Rede die berühmten Worte "Farbe tragen, heißt Farbe bekennen!". Als Antwort auf die Vorgänge in Prag schrieben die Altherren der Thessalia aus Eger einen offenen Brief mit dem Inhalt:
Die in Eger versammelten Alten Herren der Burschenschaft "Thessalia" gestatten sich Eurer Magnifizenz den innigsten Dank für die tatkräftige Wahrung der Interessen der deutschen Studentenschaft Prags zum Ausdruck zu bringen. Gez. Forster.

### Tschechoslowakei
Durch die Auflösung des Königreiches Böhmen und der Markgrafschaft Mähren und die Gründung der Tschechoslowakischen Republik am 28. Oktober 1918, waren die Heimaten der Thessalen in Böhmen (die meisten stammten aus dem Westen und Nordwesten Böhmens) nicht mehr Teil des Kaisertums Österreich. Im nunmehr slawisch ausgerichteten Staat, war die deutsche Bevölkerung, trotz 23 % der Gesamtbevölkerung, eine Minderheit.

### Zweiter Weltkrieg, Vertreibung und Nachkriegszeit in München
Am 26. September 1939 wurde die Burschenschaft Thessalia im Rahmen der Gleichschaltung durch den Nationalsozialistischen Deutschen Studentenbund aufgelöst. Von 1939 bis 1945 bestand sie in der Kameradschaft „Deutschherrenritter“ an den deutschen Universitäten in Prag fort.
Im Zweiten Weltkrieg fielen 10 Thessalen, 6 wurden vermisst und 4 wurden nach Kriegsende noch ermordet.
Im Wintersemester 1949/50 konnte der Bund an der Ludwig-Maximilians-Universität in München wiedereröffnen. Die 1949 gegründete Burschenschaft Askania, Münchens erste Nachkriegsverbindung, ging 1961 in der Thessalia auf.

### Regensburg und Bayreuth
Im Sommersemester 1970 siedelte Thessalia nach Regensburg über, musste allerdings 1978 vertagen. 1991 wurde sie schließlich durch vier inaktive Burschen der Münchener Burschenschaft Stauffia in Bayreuth wiedereröffnet. 2010 verstarb der letzte Thessale, der noch in Prag das Studium absolvierte.

## Korporationshaus und Kneipen

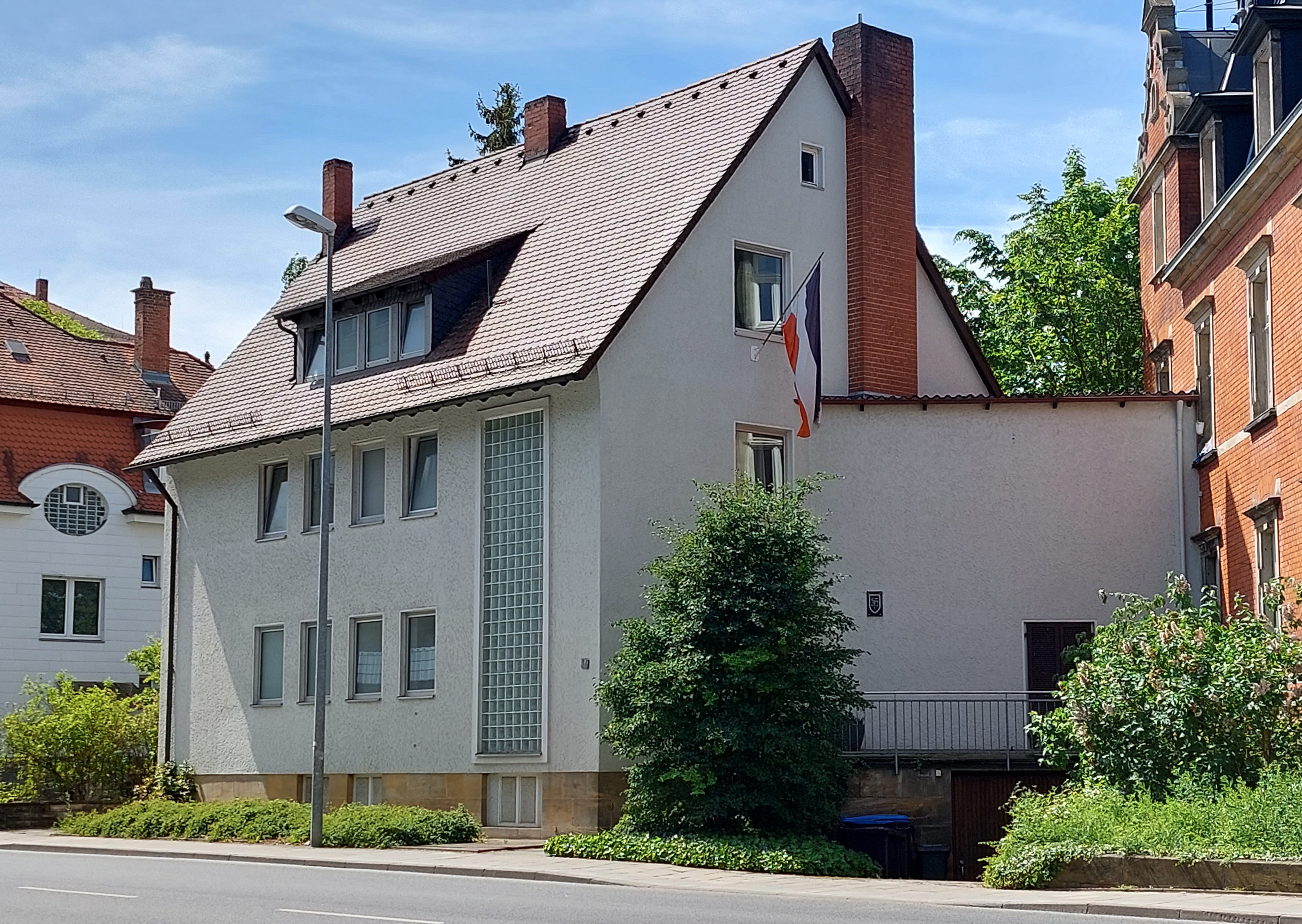
Haus der Burschenschaft Thessalia zu Prag am Wittelsbacherring in Bayreuth

Das Gründungslokal war in 1864 ein Wirtshaus in der Badgasse 5 auf der Prager Kleinseite. Um 1900 befand sich ihre Couleur-Kneipe in der kurz vorher begründeten „mensa academia“, Prag II., Krakauergasse 16, die man sich mit anderen Korporationen, wie dem Leseverein, der Burschenschaft Ghibellinia oder dem Corps Austria teilte. Neben der Kneipe unterhielt man auch immer ein Couleur-Café, in welchem man sich untertags traf. Später teilte man sich dann die Couleur-Kneipe im Deutschen Vereinshaus, Prag I., Smetschkagasse 22.
Heutzutage ist sie am Wittelsbacherring 16 mit ihrem Korporationshaus ansässig.

## Burschenschaftliche Ausrichtung
Die Burschenschaft Thessalia zu Prag ist seit dem 11. November 1961 mit den beiden akademischen Burschenschaften Moldavia Wien und Germania Graz im Schwarz-Blauen Kartell verbunden.
Das Kartell wurde am 21. Mai 1921 durch Vertrag zwischen Moldavia und Germania gegründet und hat die Bezeichnung „schwarz-blau“ nach den Farben der Mützendeckel der Mitgliedsbünde.
Unter dem Kartellmotto „Ein Bund an drei Hochschulorten“ wurde es 1961 um Thessalia erweitert und versteht sich als „enges, bundesbrüderliches Verhältnis“.
Darüber hinaus pflegte die Thessalia von 2001 bis 2024 ein Freundschaftsverhältnis mit der Akademischen Burschenschaft Markomannia Wien zu Deggendorf.
Sie ist Gründungsmitglied der „Burschenschaftlichen Gemeinschaft in DB und DBÖ“. Im Sommersemester 2008 übernahm sie den Vorsitz der Burschenschaftlichen Gemeinschaft für das Geschäftsjahr 2008/2009.
Als Teil ihrer Vertriebenengeschichte nimmt die Burschenschaft auch regelmäßig Anteil an Veranstaltungen der sudetendeutschen Landsmannschaft durch Chargenabordnungen in Bayreuth, wie beim Märzgedenken am La-Spezia-Platz, und beim Sudetendeutschen Tag.
Während der mehrere Jahre andauernden innerverbandlichen Aufnahmedebatte der Deutschen Burschenschaft verfasste die Aktivitas der Burschenschaft Thessalia im Jahr 2010 einen Standpunktartikel in der Verbandszeitschrift Burschenschaftliche Blätter. In diesem Artikel sprach sich die Burschenschaft Thessalia für das Abstammungsprinzip als ein Kriterium für die Aufnahme neuer Mitglieder in die Einzelbünde aus. Ihre Forderung nach deutscher Abstammung der Mitglieder schloss die Thessalia mit dem Abschnitt: „Bei der ganzen Diskussion sollte aber eines niemals außer acht gelassen werden: Auch ein Nichteuropäer hat, obgleich er nach burschenschaftlichem Verständnis nicht Teil des deutschen Volkes werden kann, einen Anspruch auf gleichrangige ungeschmälerte Achtung seiner Menschenwürde.[…] Es dürfte jedem deutschen Burschenschafter klar sein, daß das Vaterland von Afrikanern und Asiaten nicht zwischen Maas und Memel, beziehungsweise Etsch und Belt liegt.“ Einen Abschnitt dieses Standpunktartikels nutzte die Alte Breslauer Burschenschaft der Raczeks auf dem Burschentag 2011 für einen Antrag, welcher später durch die Presse als „Ariernachweis“ bezeichnet wurde. Dieser Antrag hatte das Bestreben, ausschließlich deutschstämmige Studenten als Mitglieder der Deutschen Burschenschaft zuzulassen.
Am 10. März 2020, am 23. März 2020, am 23. Februar 2021 sowie am 23. Februar 2022 stellte das bayerische Innenministerium jeweils in Antwort auf eine Schriftliche Anfrage des Abgeordneten Cemal Bozoglu (Bündnis 90/Die Grünen) fest: „Hinsichtlich der Burschenschaft Thessalia zu Prag in Bayreuth liegen derzeit keine hinreichend gewichtigen tatsächlichen Anhaltspunkte für eine extremistische Bestrebung vor.“

## Verhältnis zur Stadt und zur Universität

### Verhältnis zur Stadt Bayreuth
Im März 2010 forderte die Grüne Stadträtin, Sabine Steininger, den Oberbürgermeister, Michael Hohl, zur Stellungnahme auf, weil dieser gemeinsam mit der Burschenschaft Thessalia, die mit einer Chargenabordnung erschienen ist, an einer Veranstaltung der Sudetendeutschen Landsmannschaft  teilnahm und dort eine Gedenkrede hielt. Die Aufforderung blieb unbeantwortet.
Als Reaktion auf Presseveröffentlichungen beschloss der Stadtrat der Stadt Bayreuth 2014 auf Antrag der grünen Ratsfraktion, gegen die Stimmen der CSU-Fraktion und des FDP-Stadtrats Dieter Schweingel, die Burschenschaft von der Teilnahme an der städtischen Zeremonie zum Volkstrauertag auszuschließen. Diese Entscheidung wurde 2023 revidiert mit der Einladung des Oberbürgermeisters anlässlich des städtischen Volkstrauertags. Am 17. November 2024 nahm die Burschenschaft mit einer Chargenabordnung an der alle vier Jahre in Bayreuth stattfindenden, zentralen oberfränkischen Gedenkveranstaltung zum Volkstrauertag teil. Gemeinsam mit dem oberfränkischen Vorsitzenden des Volksbundes Deutsche Kriegsgräberfürsorge und Regierungspräsidenten Florian Luderschmid sowie weiteren Verbänden und Institutionen legten sie einen Kranz nieder.

### Verhältnis zur Universitätsleitung und zum Studentenparlament
Die Universitätsleitung hatte bereits vor Bekanntwerden des Presseveröffentlichungen versucht, die Burschenschaft Thessalia von universitären Veranstaltungen auszuschließen. Das Studentenparlament kündigte 2014 an die Burschenschaft vom Campusabend ausschließen zu wollen. Am 10. Oktober 2023 meldete sich die Burschenschaft zu dem am 16. Oktober 2023 stattfindenden Campusabend der Universität an und wurde daraufhin auch zugelassen. Am 14. Oktober 2023 wurde diese wieder vom Studentenparlament ausgeladen. Hiergegen klagte die Burschenschaft erfolgreich vor dem Verwaltungsgericht Bayreuth im Eilverfahren und wurde daraufhin zum Campusabend, im Wege einer Einstweilige Anordnung, zugelassen.   Gegen die Zulassung zum Campusabend richtete sich eine Petition der Hochschulgruppe „Students for Future“, welche nach einer Abmahnung gesperrt wurde.

## Kontroversen
Am 4. Dezember 2014, am 11. Dezember 2014, am 23. November 2015, am 15. Februar 2016, am 7. Januar 2020, am 10. März 2020, am 23. März 2020, am 11. Dezember 2023, am 10. April 2024 sowie am 28. Juli 2024 stellte das bayerische Innenministerium auf Anfrage der Abgeordneten Dr. Christoph Rabenstein (SPD), Ulrike Gote (Bündnis 90/Die Grünen), Katharina Schulze (Bündnis 90/Die Grünen), Markus Rinderspacher (SPD), Florian Ritter (SPD), Toni Schuberl (Bündnis 90/Die Grünen) sowie fünf Mal auf Anfrage von Cemal Bozoglu (Bündnis 90/Die Grünen) fest, dass die Burschenschaft Thessalia zu Prag in Bayreuth kein Beobachtungsobjekt des Bayerischen Landesamts für Verfassungsschutz ist.
Nach Ansicht des Antifaschistischen Infoblattes zeigten sich durch die ehemaligen Mitglieder Jürgen Schwab, der wegen seiner politischen Tätigkeiten 2002 ausgeschlossen wurde und Mario B. personelle Überschneidungen mit dem neonazistischen Milieu.
Laut dem bayerischen Innenministerium konnten Betätigungen von Einzelpersonen im rechtsextremistischen Bereich der Burschenschaft Thessalia nicht zugerechnet werden.
Im Oktober 2014 berichteten Medien, dass Mario B., zu seiner Studienzeit Führungsmitglied des Thüringer Heimatschutzes, von 1997 bis 2008 im Verbindungshaus der Burschenschaft Thessalia seinen Nebenwohnsitz gemeldet hatte. B.s Wohnsitz war erwähnenswert, weil er laut einem Sondervotum zum NSU durch die Mitgliedern der Fraktion Die Linke König und Hausold als Unterstützer des NSU bezeichnet wurde. B. wurde als Zeuge beim Münchener NSU-Prozess geladen.
Laut der Antwort des bayerischen Innenministeriums vom 4. Dezember 2014 auf Anfrage des Abgeordneten Dr. Christoph Rabenstein (SPD) bestätigte die Thessalia die ehemalige Mitgliedschaft Mario B.s, wies aber den Vorwurf deutlich von sich, „eine Terrororganisation zu unterstützen, ihr nahezustehen oder sie auch nur zu billigen“. Sie lehne „jegliche Form politisch motivierter Gewalt und Terrorismus ab“.
Das bayerische Innenministerium stellte am 4. Dezember 2014 sowie am 11. Dezember 2014 auf Anfrage der Abgeordneten Dr. Christoph Rabenstein (SPD) und Ulrike Gote (Bündnis 90/Die Grünen): „Die rechtsextremistischen Aktivitäten entwickelte Mario B. in Thüringen,  nicht im Zusammenhang mit der Burschenschaft Thessalia zu Prag in Bayreuth. Die Aktivitäten von Mario B. können der Burschenschaft Thessalia zu Prag in Bayreuth nicht zugerechnet werden. Dem BayLfV liegen keine Erkenntnisse darüber vor, dass die Wohnsitznahme von Mario B. beziehungsweise die Burschenschaft selbst in Zusammenhang mit dem NSU gebracht werden kann“. Am 23. November 2015 sowie am 15. Februar 2016 bestätigte das Staatsministerium auf Anfrage der Abgeordneten Katharina Schulze (Bündnis 90/Die Grünen) und Markus Rinderspacher (SPD) diese Erkenntnislage erneut.

## Bekannte Mitglieder
- Herbert Cysarz (1896–1985), Schriftsteller, Professor an den Universitäten Prag und München (Ehrenmitglied)
- Karl Feitenhansl (1891–1951), Mediziner, Reichstagsabgeordneter 1938–1945 (NSDAP)
- Karl Wilhelm Fischer (1888–1970), Lehrer, Volkskundler und Schriftsteller
- Erich Heger (1906–1990), Jurist, Landrat des Landkreises Bischofteinitz
- Gustav Heinisch (1892–1979), Montanwissenschafter
- Axel Kassegger (* 1966), österreichischer Politiker (FPÖ) und Unternehmer, Abgeordneter zum österreichischen Nationalrat[54]
- Gustav Nowak (1846–1921), böhmischer Reichsrats- und Landtagsabgeordneter[55]
- Reinhard Pozorny (1908–1993), Autor, nationalsozialistischer Propagandafunktionär (Ehrenmitglied 1959/60)
- Hugo Scherbaum (1872–1947), österreichischer Politiker (GDVP), Schuldirektor und Abgeordneter zum Niederösterreichischen Landtag.(Ehrenmitglied um 1895)[56]